# Angelita Castro-Kelly

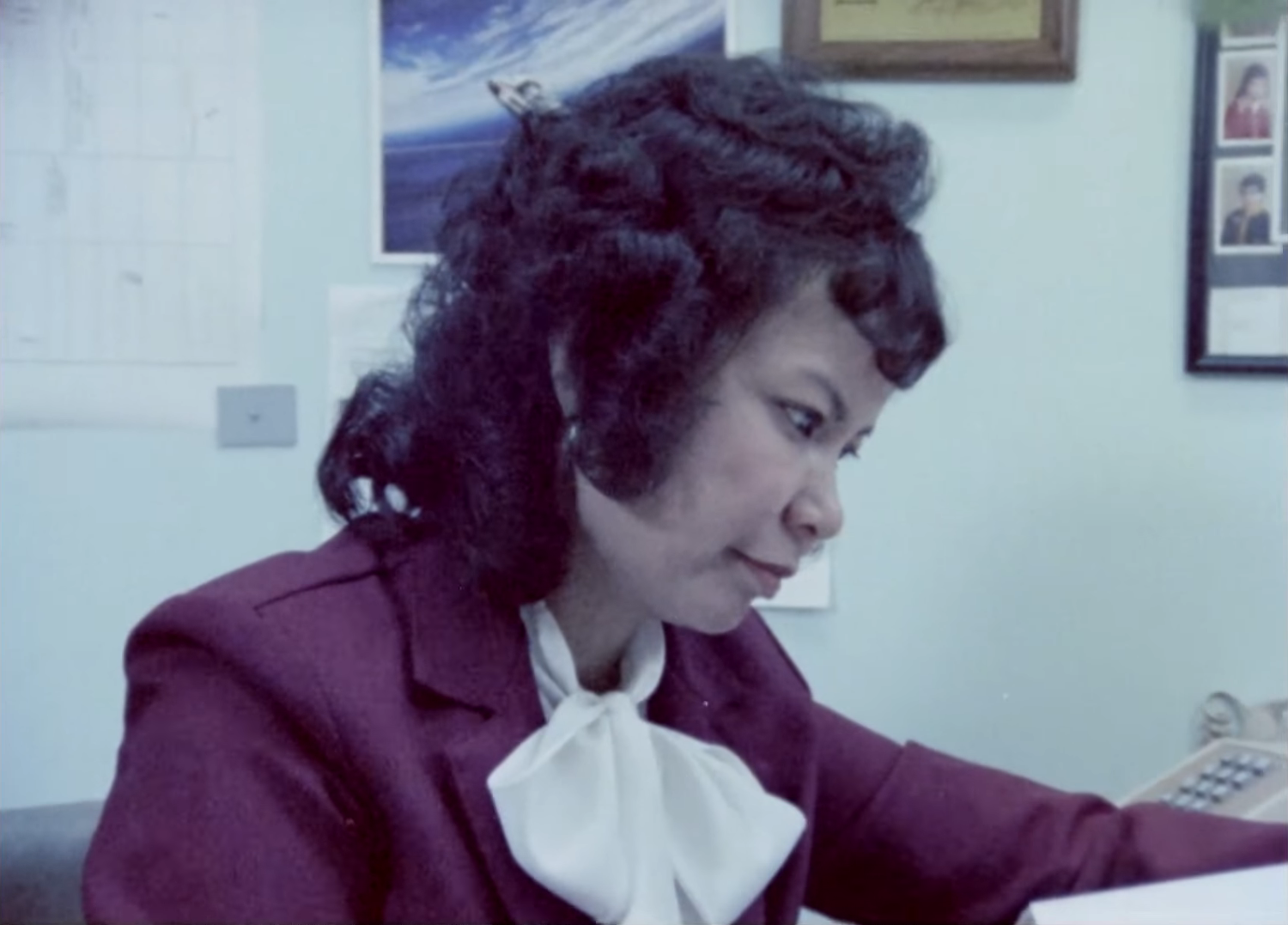
Angelita Castro-Kelly, ca. 1981

Angelita Castro-Kelly bzw. Angelita Castro Kelly, geborene Angelita Albano Castro (* 26. August 1942 in Jones; † 7. Juni 2015), war eine philippinische Physikerin und die jüngere Schwester des Diplomaten Pacifico Castro. Als erste Frau bekleidete sie das Amt des Mission Operation Managers der NASA und war maßgeblich an der Entwicklung und Überwachung des Earth Observing Systems beteiligt. Für ihre Verdienste wurde sie mehrfach mit der NASA Exceptional Achievement Medal ausgezeichnet.

## Jugend und Ausbildung
Angelita Castro-Kelly wurde als jüngste Tochter der Apothekerin Eufemia Albano und des Arztes Miguel Castro geboren. Beide ihrer Großväter waren Bürgermeister von Bacarra gewesen. Miguel Castro war ein Hauptmann der Streitkräfte der Vereinigten Staaten im Fernen Osten und starb während eines Einsatzes im Zweiten Weltkrieg. Gemeinsam mit zwei älteren Schwestern und drei älteren Brüdern wuchs Castro-Kelly in Sampaloc, Manila, auf und wurde im katholischen Glauben erzogen.
Eufemia Albano legte viel Wert auf gute Bildung und Castro-Kellys Geschwister sollten allesamt Karriere machen, ein Bruder als Arzt, ein weiterer als Rechtsanwalt, Pacifico Castro als Außenminister und ihre Schwestern als Professorinnen. In ihren späteren Jahren bezeichnete Angelita Castro-Kelly die Leistungen ihrer Geschwister als ihre große Inspiration. Während ihrer Schulzeit organisierte sie verschiedene Arbeitsgemeinschaften und nahm am Debating teil. Auf der Abschlussfeier ihres Jahrgangs hielt sie die Begrüßungsrede.
Ursprünglich hatte sie auf Wunsch ihrer Großmutter erwogen, wie ihr Vater Medizin zu studieren. Ihr großes Interesse an Mathematik und Astronomie brachte sie schließlich dazu, sich für Mathematik und Physik an der Universidad de Santo Tomás einzuschreiben. Im Jahr 1962 erwarb sie in beiden Fächern den Bachelorabschluss mit Summa cum laude. Für den Masterstudiengang folgte sie ihrer Mutter und zwei Geschwistern in die Vereinigten Staaten. An der University of Maryland lernte sie Doktor Francis Kelly kennen, den sie später heiratete. Entsprechend der spanischen Namensführung behielt sie ihren ersten Nachnamen Castro und nahm Kelly als zweiten Nachnamen an. Die Ehe brachte eine Tochter und zwei Söhne hervor.

## Karriere bei der NASA
Nach der Geburt ihres dritten Kindes nahm Angelita Castro-Kelly eine Stelle bei der NASA an. 1977 wurde sie am GSFC Teil des Entwicklungsteams für die Spacelab Data Processing Facility (SLDPF), zunächst für Mathematik und Datenanalyse, dann als Projektmanagerin. Hier sammelte sie erste Erfahrungen darin, mit anderen Arbeitsgruppen zu verhandeln und zusammenzuarbeiten.

„Bei den Besprechungen der technischen Arbeitsgruppen war ich gewöhnlich die einzige Frau in einem Raum voller Männer. Die meisten Männer behandelten mich höflich und einige waren sogar hilfreich; ein oder zwei waren voreingenommen, aber letztendlich lenkten sie ein. Die anfängliche Herausforderung bestand darin, ihnen zu zeigen, dass ich genauso fähig war wie sie, die Arbeit zu erledigen. Vertrauen und Respekt kamen, sobald sie sahen, dass ich zum Erfolg der Mission beitragen konnte.“

1990 wurde Castro-Kelly als erste Frau sowie erste Person philippinischer Abstammung zum Mission Operation Manager (kurz: MOM) für das Earth Observing System ernannt. Ziel des Projekts war es, Informationen über die Atmosphäre, die Gewässer und die Landmasse der Erde zu sammeln und somit Wetter und Klima zu erforschen und vorherzusagen. Castro-Kelly war zuständig für die Entwicklung eines Operationskonzepts, um eine sichere Missionsdurchführung zu gewährleisten. Ebenso war die Einrichtung eigener Kontrollzentren und Bodenstationen nötig, um die Satelliten zu steuern bzw. deren gesammelte Daten zu verarbeiten. Zu diesem Zweck bezog sie Flugingenieure, Entwickler und internationale Wissenschaftler in die Planungen ein.
Da diverse andere Nationen ebenfalls Satelliten im Orbit hatten, mussten die entsprechenden Sonden in Konstellationen organisiert werden. In Zusammenarbeit mit allen Beteiligten entwickelte Castro-Kelly allgemeingültige Prozeduren und traf internationale Vereinbarungen, um Kollisionen zwischen den verschiedenen Satelliten zu vermeiden. Im November 2004 verständigten sich Dank ihrer Bemühungen sechs Arbeitsgemeinschaften aus wissenschaftlichen und operativen Bereichen  auf den Afternoon Constellation Operations Coordination Plan, auch A-Train genannt. Der Plan beinhaltete u. a. die waggonähnliche Anordnung der Satelliten im Orbit sowie die gemeinsame Nutzung der Sonden für Messungen. Zum persönlichen Austausch fanden zweimal jährlich Arbeitsgruppentreffen bestehend aus Wissenschaftlern und Ingenieuren unter Castro-Kellys Vorsitz statt. Als Constellation Team Manager arbeitete sie auch mit nationalen Organisationen zusammen, darunter das Jet Propulsion Laboratory, die Kirkland Airforce Base und das Langley Research Center.
Nach dem Abschuss der Satelliten übernahm sie das Amt des Science Interface Managers, womit sie eine Vermittlerfunktion zwischen den Wissenschaftlern, den operativen Gruppen und dem Bodenpersonal einnahm. Auch vertrat sie die NASA bei Treffen mit internationalen Raumfahrtsbehörden und hielt Vorträge.

## Letzte Jahre
Neben ihrer wissenschaftlichen Arbeit war Angelita Castro-Kelly in diversen Gremien tätig. Eine Zeitlang fungierte sie u. a. als Direktorin des Summer Institute in Science and Technology for Junior High School Girls des GSFC. Zudem gehörte sie zum Goddard Beratungskomitee für asiatische und pazifische Arbeitnehmer. 
Am 7. Juni 2015 starb sie im Alter von 73 Jahren an Komplikationen in Folge von Lupus erythematodes. Die Philippine Commission on Women schrieb in ihrem Nachruf: „Die PCW ist Castro-Kelly dankbar dafür, ‚Juanas‘ zu inspirieren, große Träume zu haben und zu beweisen, dass Frauen genauso kompetent und fähig sind wie Männer, besonders in dem traditionell männlich dominierten Bereich Wissenschaft und Technologie.“

## Auszeichnungen und Würdigungen (Auswahl)
- 1993: Auszeichnung „Pamana ng Bayan“ für Wissenschaft und Technik durch den Präsidenten Fidel Ramos; Alumni Award der Universidad de Santo Tomás für Wissenschaft und Technik
- 2006: Goddard Space Flight Center Exceptional Service Award
- 2007: NASA Exceptional Achievement Medal; Most Influential Award des Filipina Women's Network
- 2008: NASA Exceptional Achievement Medal
- 2009: NASA Exceptional Achievement Medal

Ebenso erhielt sie im Laufe ihrer Karriere u. a. den Manned Flight Program Launch Honoree Award, den Goddard Space Flight Center Exceptional Performance Award und den Snoopy Award. Weiterhin wurde sie als eine der 100 einflussreichsten philippinischen Frauen in den Vereinigten Staaten bezeichnet.